# Бейер, Хенрика
Хенрика София Мария Бейер (Байер) (урождённая Минтер, пол. Henryka Beyer; 7 марта 1782, Штеттин, Пруссия — 24 ноября 1855, Хшанув, Польша) — немецкая художница.

## Биография
Хенрика Бейер брала уроки художественного мастерства в Штеттине у художника Петера Шмидта.

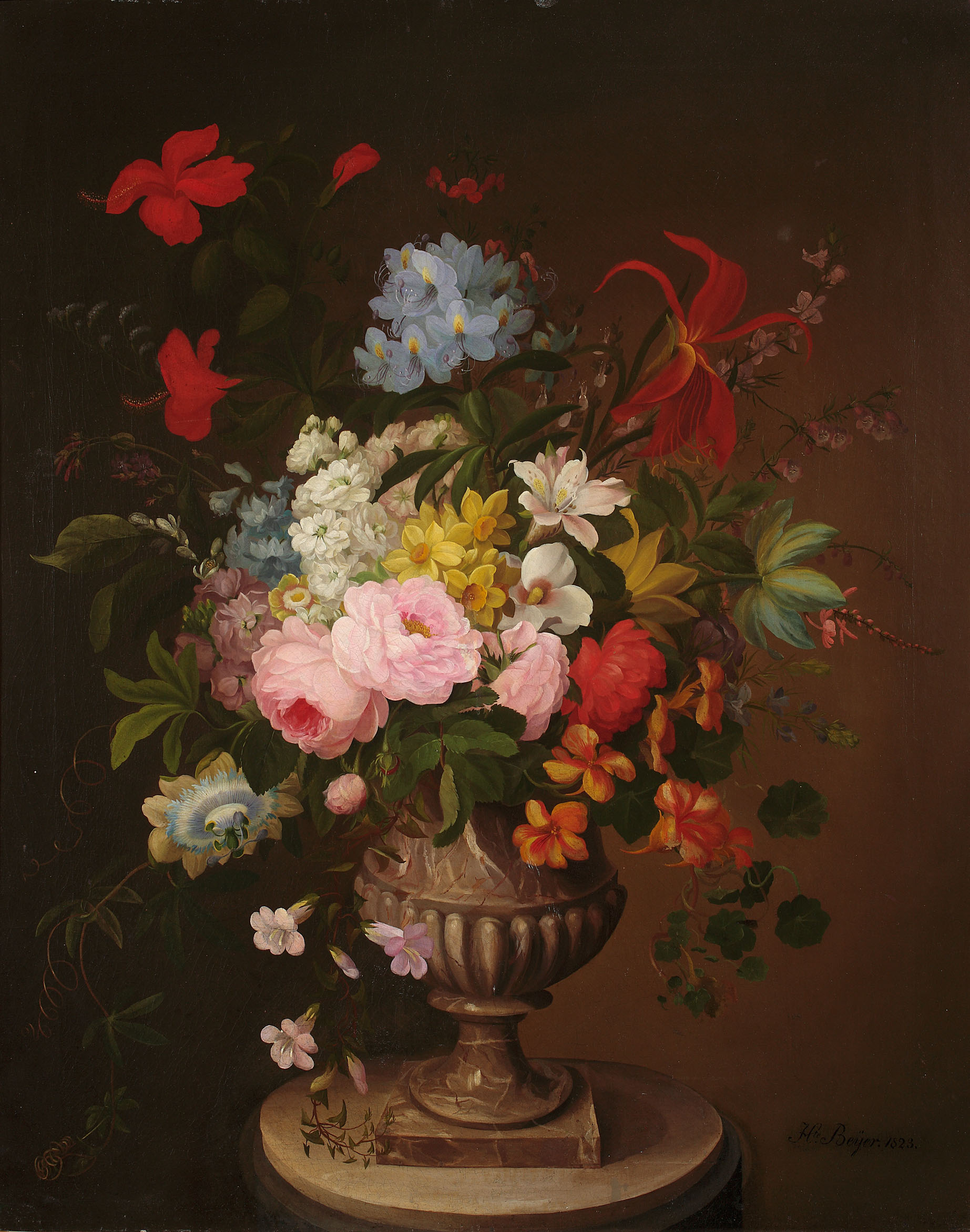
Хенрика Бейер.
Цветы в вазоне.1823

В 1805 году переехала в Берлин, где продолжила обучение живописи у известного своими картинами с изображением цветов художника и директора Королевской фарфоровой мануфактуры Готфрида Вильгельма Волкера.
В 1811 году переселилась на постоянное жительство в Варшаву, где училась у художника, педагога, крупнейшего представителя классицизма в польской живописи Антония Бродовского.
В 1813 году Хенрика Бейер вышла замуж за Яна Готлиба Вильгельма Байерa (ум. 1819), перейдя при этом из лютеранства в кальвинизм.
Родила трёх сыновей, из которых - в 1818 году — младшего Кароля Бейера, ставшего впоследствии «отцом польской фотографии», дагеротипистом, фотографом и нумизматом.
Рано овдовев и имея на своем попечении троих малолетних детей, Хенрика Бейер в 1824 году открыла в Варшаве женскую школу живописи и рисунка. Школа просуществовала до 1833 года.
Писала натюрморты с цветами, фруктами и посудой, в основном, акварели, тёплых тёмных тонов. Свои работы подписывала Hka Beyer.
Хенрика София Мария Бейер умерла 24 ноября 1855 года в польском городке Хшанув.